# Трифаена
Трифаена (на старогръцки: Τρύφαινα, Tryphaina, * ок. 141 пр.н.е., † 111 пр.н.е.) e Птолемейска принцеса и като съпруга на Антиох VIII Грюпос, селевкидска царица на Сирия (124–111 пр.н.е.).
Тя има рожденото недоказано име Клеопатра и е дъщеря на египетския фараон Птолемей VIII Фискон Евригет II и неговата племенница Клеопатра III от династията на Птолемеите. Тя е сестра на Птолемей IX Сотер II, Птолемей X Александър I, Клеопатра IV и Клеопатра Селена I.
През 124 пр.н.е. нейният баща я жени за селевкидския цар Антиох VIII Грюпос, и му изпраща също помощна войска. Двамата имат пет сина Селевк VI, Антиох XI, Филип I, Деметрий III и Антиох XII и също една дъщеря Лаодика, която се омъжва за Митридат I Калиник от Комагена.
През 112 пр.н.е. Антиох VIII Грюпос побеждава полубрат си и съперник Антиох IX и завладява град Антиохия. Трифаена заповядва на съпруга си да убие омразната ѝ сестра Клеопатра IV, съпругата на Антиох IX, която е избягала там в храма на Аполон. Той не се съгласява от страх от отмъщението на боговете и тя дава заповед на войската да свърши това. След една година (111 пр.н.е.) Трифаена попада в плен на Антиох IX, след загуба на съпруга ѝ, и той нарежда нейната екзекуция.
След нейната смърт Антиох VIII Грюпос се жени през 103 пр.н.е. за нейната сестра Клеопатра Селена I (* 135 пр.н.е.; † 69 пр.н.е.).